# 모테라치역
모테라치역(Morteratsch trail station)은 스위스 그라우뷘덴주의 폰트레시나 지자체에 있는 철도역이다. 이 역은 래티셰 철도의 베르니나선에 위치한다. 모테라치 빙하는 역 남쪽 약 3km 지점에 위치해 있으며, 등산로가 표시되어 있다.
이 역은 관통형 단선 트랙과 역 건물이 있는 단일 승강장이 있다. 역에는 측면이 있고, 역 바로 바깥의 북쪽 방향으로는 대피선이 있다. 남쪽 방향은 역 승강장 직후 철교를 타고 모테라치강 위를 지나 약 200m를 진행한 후 도로는 베르니나바흐강 위를 지나간다.
북쪽의 역과 인접한 호텔-레스토랑 모테라치는 철도를 건설하기 이전에 지어졌다. 이 호텔이 지어졌을 때는 빙설(빙하의 혀)에 매우 가까웠는데, 빙하는 이후 지구 온난화로 인해 후퇴했고, 상당한 관광 교통의 혜택을 받았다. 그 결과 1908년 폰트레시나에서 출발한 노선이 개통되었고, 1910년 베르니나 고갯길 구간이 개통되기 전까지 역은 노선의 종착역이었다. 그때도 원래는 이 노선의 겨울 종착역으로 계획되어 있었는데, 이 노선의 위쪽 노선은 여름 달에만 운행되고, 1913/4년의 겨울을 시작으로 일년내내 개통하기로 결정될 때까지 계속되었던 상황이었다.

## 운행편
다음의 서비스가 모테라치에서 정차한다.
- 레기오 : 생모리츠와 티라노 사이에 매시간 운행

## 갤러리

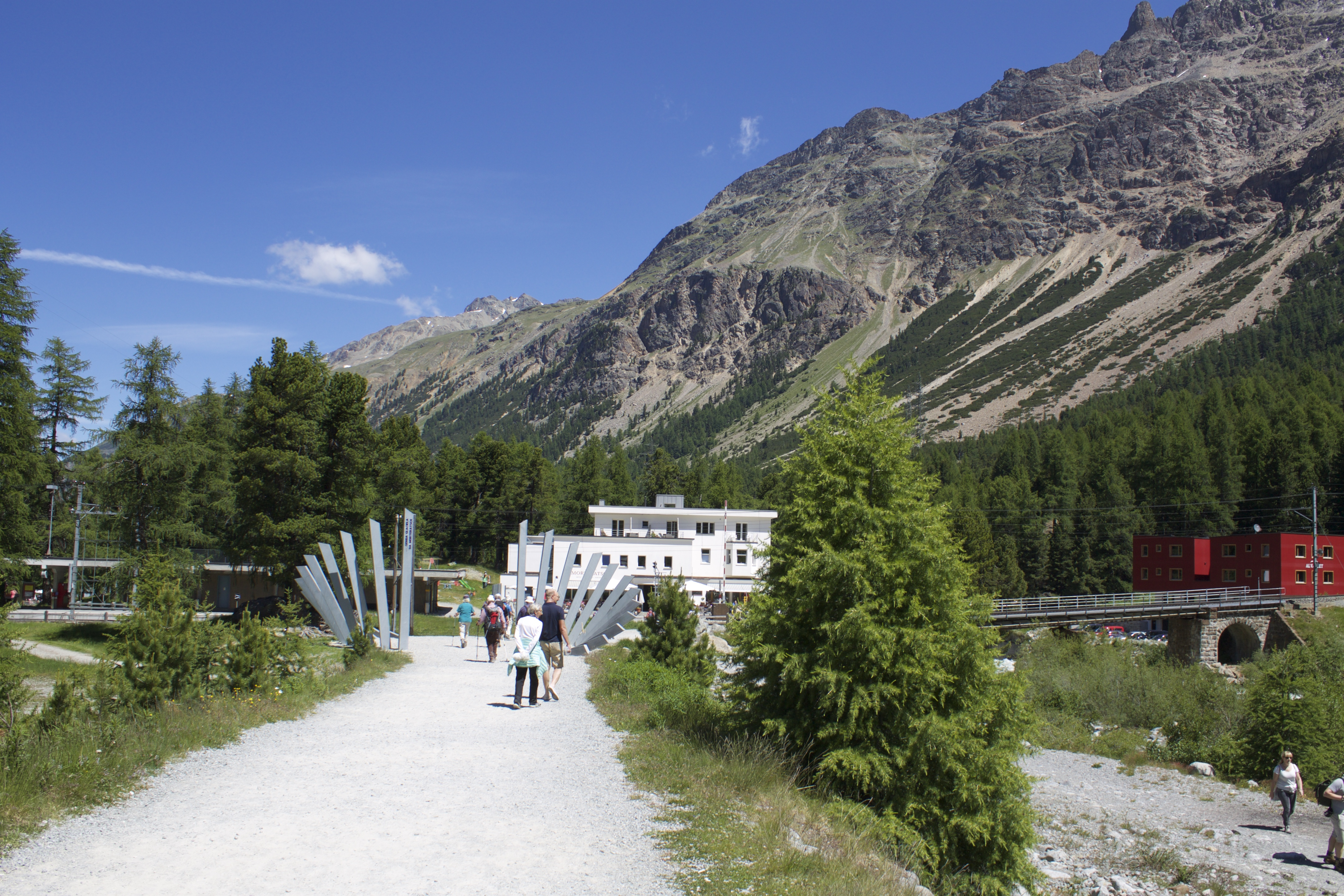
철교가 있는 북쪽을 바라본 전망, 왼쪽으로 역, 오른쪽으로 호텔 센터
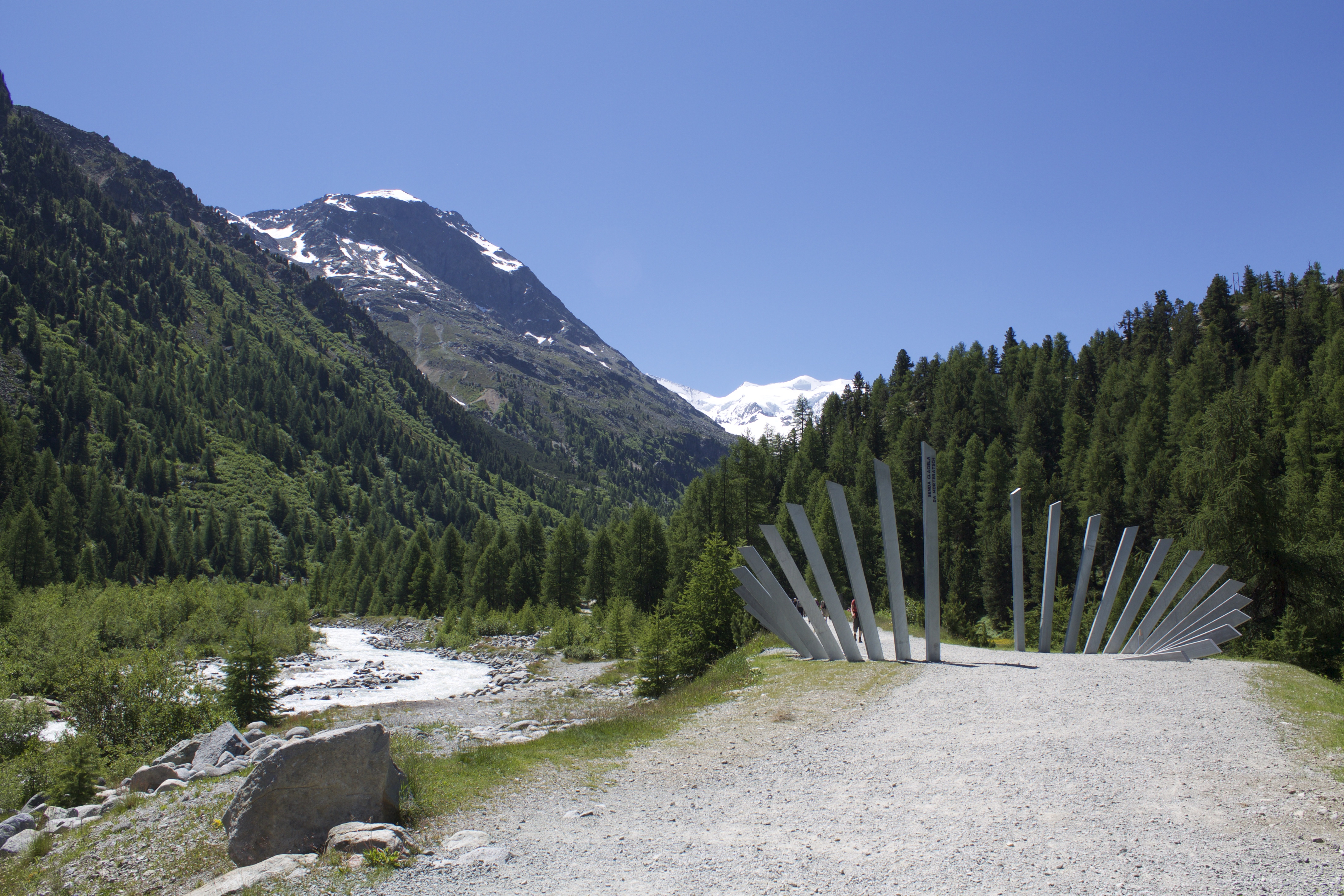
모테라치 계곡을 따라 남쪽으로 본 전망, 왼쪽으로 모테라치강이 있다.
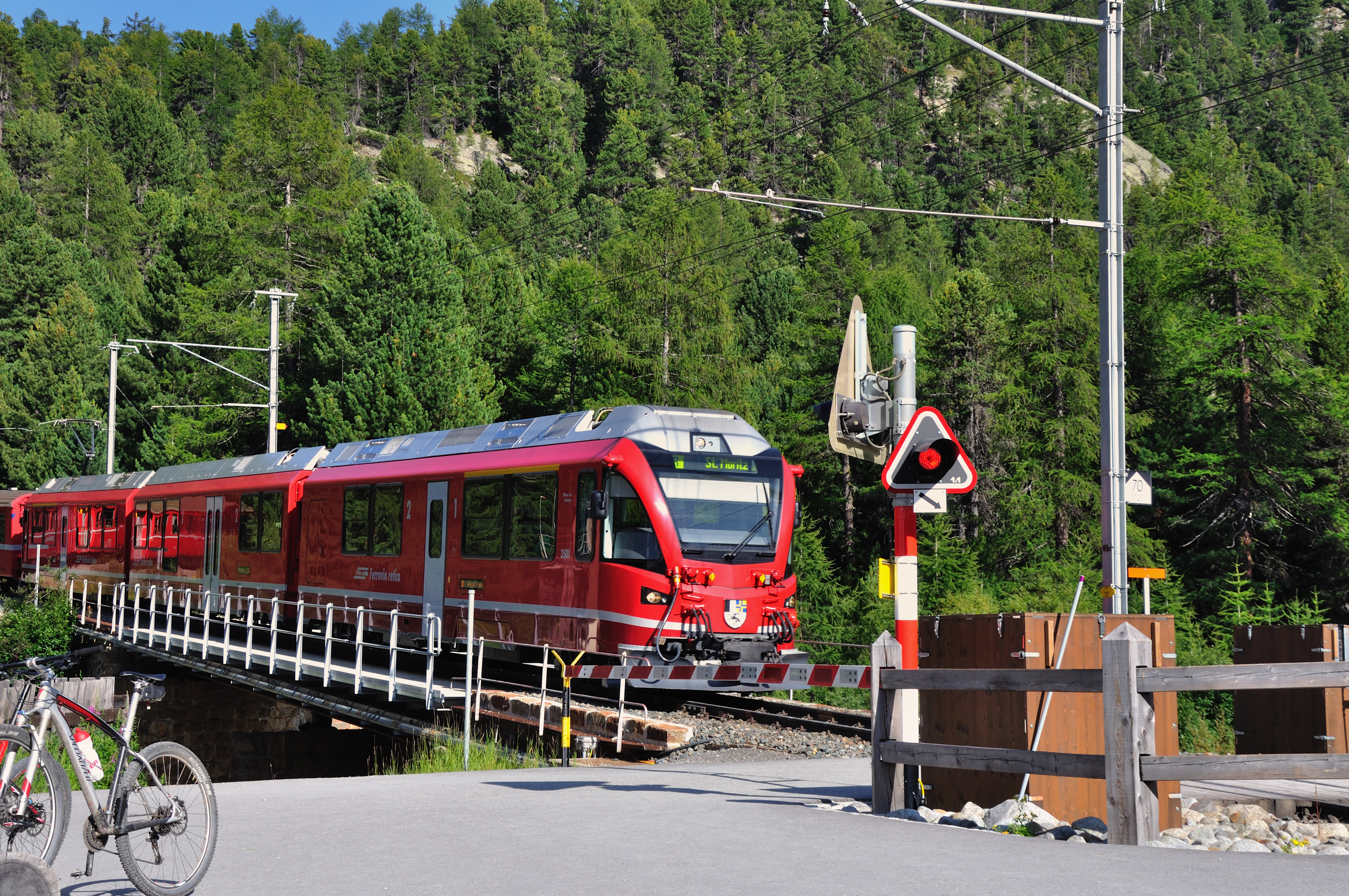
모테라치강을 건너 역으로 진입하는 ABe 8/12 Allegra 차량